# 金鳳英
金 鳳英（キム・ボンヨン、朝鮮語: 김봉영）は、朝鮮民主主義人民共和国の政治家。咸鏡南道人民委員会委員長、朝鮮労働党中央委員会委員候補。

## 経歴
出生地や生年月日は不明。2016年8月に咸鏡南道人民委員会委員長に任命された。2019年3月10日に実施された最高人民会議第14期代議員選挙で代議員に選出され、4月10日に開催された朝鮮労働党中央委員会第7期第4回総会で党中央委員会委員候補に補選された。